# Felix Formento
Felix Formento, Jr. (New Orleans, 16 marzo 1837 – New Orleans, 4 giugno 1907) è stato un chirurgo statunitense di origini italiane, presidente nel 1892 dell'American Public Health Association.

## Biografia
Felix Formento, Jr. nasce a New Orleans da padre piemontese e madre americana.
Il padre, Felix Formento (Piemonte, 1790 - Pinerolo, Torino, 6 gennaio 1888), aveva studiato medicina all'Università di Torino, dove si era laureato nel 1813. Era stato chirurgo nell'armata di Napoleone, partecipando alle sue ultime campagne militare. Dopo la battaglia di Waterloo, era emigrato in America, prima in Alabama e Texas e quindi stabilmente a New Orleans, dove aveva continuato a esercitare con successo la professione medica, acquisendo merito e reputazione per la diffusione della pratica della vaccinazione durante l'epidemia di vaiolo del 1825 e per il suo impegno durante l'epidemia di colera del 1832. Nel 1836 Formento sposò una vedova, Henriette Palmyre Poullault (cognome da nubile Lauve), di una famiglia di lingua francese già radicatasi da più generazioni in Louisiana. Dalla coppia nacque nel 1837 il figlio Felix Jr.
Nel 1851 la famiglia Formento rientra in Italia, così anche da permettere al figlio di frequentare la Facoltà di medicina della Università di Torino, come già il padre aveva fatto prima di lui. Felix Jr. si laurea nel 1857 e nel 1859 partecipa alla seconda guerra d'indipendenza come chirurgo nell'esercito franco-piemontese.
Nel 1860 l'intera famiglia ritorna a New Orleans, ma con la caduta della città sotto l'Unione nel 1862 il padre riparte per l'Italia dove resterà definitivamente a Pinerolo fino alla morte nel 1888. Felix Jr. intanto dal giugno 1862 per tutta la durata della Guerra Civile serve come capo chirurgo al Louisiana Hospital a Richmond in Virginia. Rientrato a New Orleans nel 1864 continua a praticarvi la professione medica di chirurgo, divenendo membro del Louisiana Board of Health. Considerato uno dei più brillanti chirurghi degli Stati Uniti per la sua opera sia in tempo di guerra che in tempo di pace, nel 1892 serve come presidente dell'American Public Health Association. Si distingue anche per la sua azione umanitaria a favore dei malati, con particolare attenzione ai bisogni dei numerosi immigrati italiani di New Orleans; per tale opera riceve riconoscimento e onorificenze (Cavaliere di Gran Croce dell'Ordine dei Santi Maurizio e Lazzaro) anche da parte del governo italiano. Muore a New Orleans nel 1907.